# Wassen
Wassen (toponimo tedesco) è un comune svizzero di 441 abitanti del Canton Uri.

## Geografia fisica
Piccolo borgo dal territorio e dalle attività tipicamente montane, Wassen è posto nell'alta valle del fiume Reuss, sulle Alpi Urane, a una quota  di 930 m s.l.m.

## Storia
Dal suo territorio nel 1875 è stata scorporata la località di Göschenen, divenuta comune autonomo.

## Monumenti e luoghi d'interesse

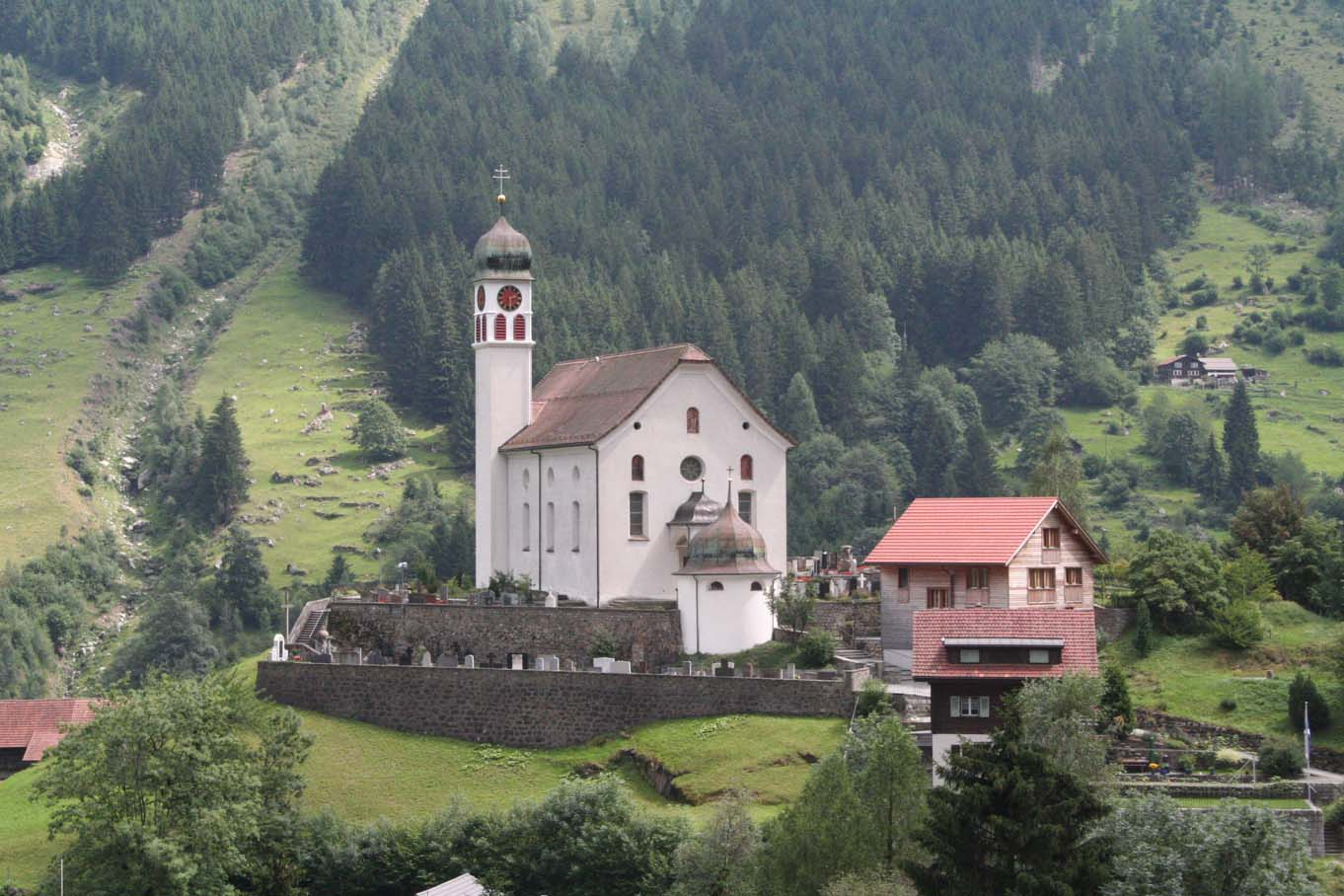
La chiesa di San Gallo

- Chiesa parrocchiale cattolica di San Gallo, ricostruita nel 1734[1];
- Diga di Pfaffensprung

## Società

### Evoluzione demografica
L'evoluzione demografica è riportata nella seguente tabella:
Abitanti censiti

## Infrastrutture e trasporti

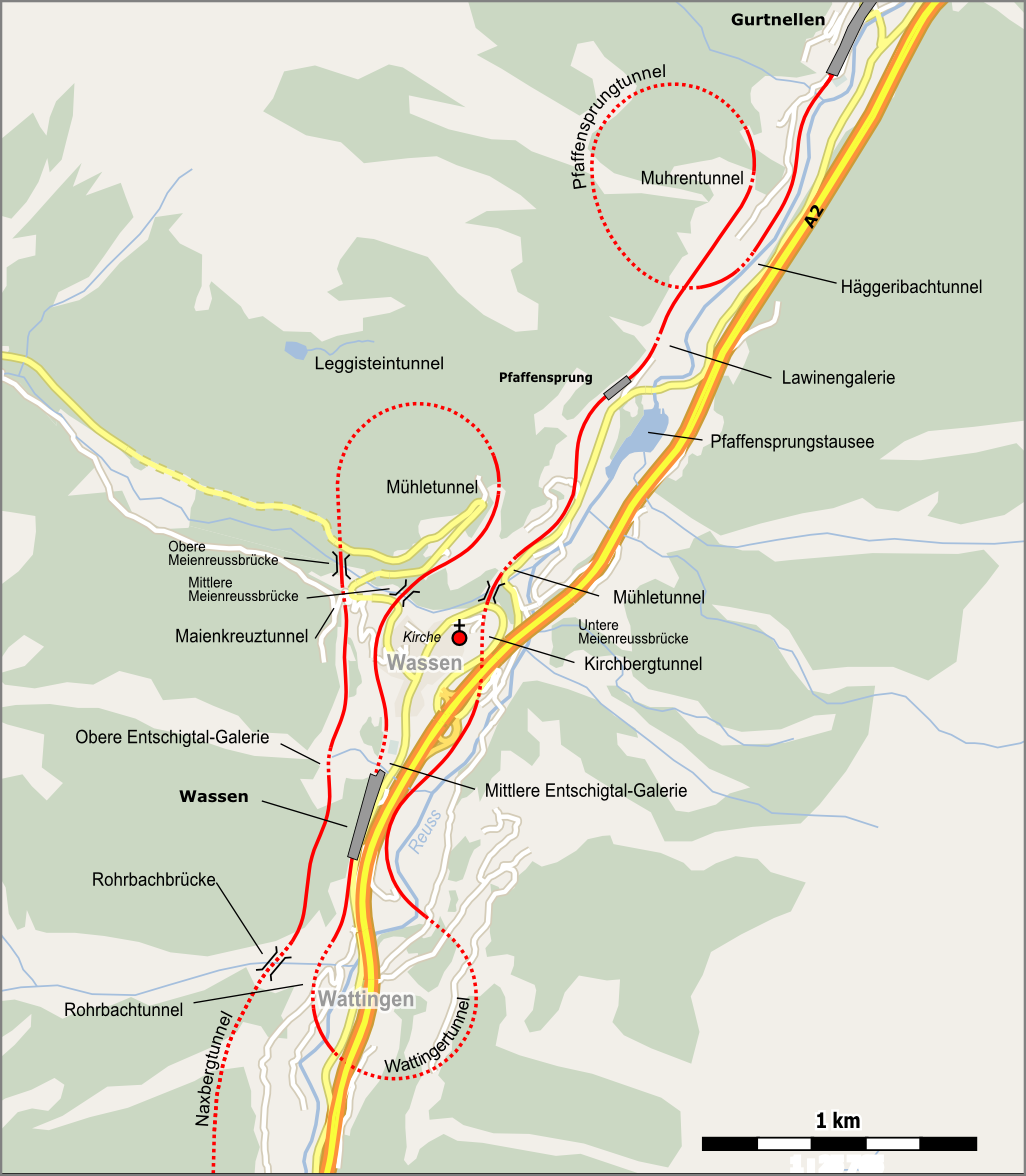
Schema della ferrovia del Gottardo a Wassen

La Ferrovia del Gottardo attraversa Wassen con due gallerie elicoidali che formano uno dei più noti punti panoramici della linea, dal quale è possibile osservare il luogo di culto da tre differenti prospettive. Per superare il dislivello la linea percorre due tornanti in direzione opposta, posti entrambi in galleria, dando visione del paese da tre prospettive differenti. Una dall'alto, poi a livello del paese, dove il treno attraversa la piccola stazione rivolto nella direzione opposta a quella in cui sta effettivamente procedendo e infine dal basso, nel fondovalle, in cui la linea percorre una lunga ed ampia curva seguendo la riva del fiume Reuss.

## Amministrazione
Ogni famiglia originaria del luogo fa parte del cosiddetto comune patriziale e ha la responsabilità della manutenzione di ogni bene ricadente all'interno dei confini del comune.